# David Maxwell
David Lindsay Maxwell (ur. 8 kwietnia 1951 w Nairn, zm. 18 grudnia 2023) – brytyjski wioślarz, srebrny medalista olimpijski i srebrny medalista mistrzostw świata.

## Kariera
Kształcił się w Eton College oraz Jesus College University of Cambridge. Zdobył dwa srebrne medale mistrzostw świata juniorów: w 1968 w ósemkach i w 1969 w czwórkach bez sternika.. Dwukrotnie brał udział w The Boat Race: w latach 1971-1972 odnosił zwycięstwa.
Wystąpił na igrzyskach olimpijskich w Monachium w 1972, zajmując ósme miejsce w dwójach ze sternikiem. Na rozgrywanych cztery lata później igrzyskach olimpijskich w Montrealu startował w ósemkach. Osada Wielkiej Brytanii w składzie: Richard Lester, John Yallop, Tim Crooks, Hugh Matheson, David Maxwell, Jim Clark, Fred Smallbone, Lenny Robertson i Patrick Sweeney (sternik) zdobyła srebrny medal, plasując się o 2,53 sekundy za osadą NRD i o 2,69 sekundy przed osadą Nowej Zelandii. 
W ósemkach zdobył również srebrny medal na mistrzostwach świata w Lucernie (1974). 